# 渡辺操
渡辺 操（わたなべ みさお、1908年3月28日 - 1970年2月20日）は、日本の地理学者。北海道の地域研究で知られる。

## 生涯
1908年、北海道根室市で生まれた。小学校を卒業後、北見や小樽などで小学校教員となった。幼少の頃から地理学に関心をもっており、勤務の傍ら18歳ごろからほぼ独学で北見のハッカ、羊蹄山麓の農業など北海道各地の実態調査を行っていた。1938年、研究を深めるために明治大学専門部文科に入学。1942年に卒業し、文部省図書局勤務に勤務した。
戦後、1946年に明治大学講師に就いた。同時に農林省開拓研究所研究員も兼任し、その調査結果はその後の開拓行政の大きな指針となった。1948年に教授昇格。1961年、学位論文『日本農業における経済地域構造の比較に関する研究』を明治大学に提出して経済学博士号を取得。明大のアラスカ地域学術調査団長、山岳部長などを務めた。
1970年2月20日、膵臓癌のため東京都豊島区にあったがん研究会附属病院にて死去。61歳。

## 著作
著書
- 『寒地農村の實態 北海道の開拓地域を中心として』柏葉書院 1948
- 『世界の国々』新教育図書 1948
- 『わが国土 社会科』新教育図書 1949
- 『わが国土』1 北海道地方国民図書刊行会 1954
- 『最新中学地理』法文社 1955
- 『地理学概論』文雅堂書店 1955
- 『日本の生活』上三省堂出版 社会科地理文庫 1956

共編著
- 『地理概説』渡辺光共著 師範学校教科書 1948
- 『田園の四季』坂井芳郎共著 柏葉書院 1949
- 『日本地理新大系』第2巻 社会・経済 佐藤弘共編 河出書房 1952
- 『日本地理新大系』第3巻 資源産業 第1 渡辺光共編 河出書房 1953
- 『玉川こども百科』60 ほっかいどう 編 誠文堂新光社 1956
- 『日本地誌』多田文男, 藤岡謙二郎共編 雄渾社、1956
- 『世界地誌』多田文男, 藤岡謙二郎共編 有信堂 1958
- 『アラスカ 明治大学アラスカ学術調査団』岡正雄,杉原荘介共編著 古今書院 1961